# Novempopulânia
Novempopulânia ou Novempopulância (em latim: Novempopulania - "país dos nove povos") era uma das províncias criadas pelo imperador romano Diocleciano (r. 284-305) a partir do território da Gália Aquitânia e chamada também de Aquitânia Terceira ou Aquitânia Tércia (Aquitania Tertia). O território da província foi, historicamente, o primeiro a receber o nome de "Aquitânia" por ser a terra original dos aquitanos (aquitani). A região se estendia por uma área triangular delimitada pelo Garona, os Pireneus e o oceano, como descrito por Júlio César em De Bello Gallico. Ele também descreve os aquitanos como tendo língua e decorações corporais distintas de seus vizinhos ao norte e mais parecidos com os iberos
Depois disso, a província da Aquitânia foi aumentada por Augusto e passou a significar uma região muito mais ampla e diversa.

## História
Novempopulânia é uma referência aos nove povos que habitavam o território (conhecido até então como "Aquitânia Tércia"). Parece certo que durante o período final do império (entre os séculos II e IV), os "nove povos" receberam permissão do imperador para se separarem dos gauleses propriamente ditos (celtas) por intermédio do mestre dos pagos (magister pagi) Vero Flâmine Dúnviro e, por isso, um altar comemorativo foi erguido em homenagem à divindade do pago, cujos restos foram escavados na moderna cidade basca de Hasparren. O recém-adquirido estatuto pode ter tido consequências não apenas na coleta dos impostos, mas também no alistamento e no ordenamento militar, uma vez que duas novas coortes foram criadas na Aquitânia, a "Coorte dos Aquitanos" (Cohortes Aquitanorum) para os antigos aquitanos e a "Coorte dos Aquitanos Bitúriges" (Cohortes Aquitanorum Biturigum) para os gauleses.
O número de povos subiu depois para doze, com cada uma das tribos se identificando com uma cidade capital (civitas): Augusta dos Auscos (Auch), Aquênsio (Dax), Lactorácio (Lectoure), Cidade dos Convenas (Cominges), Cidade dos Consoranos (Couserans), Boácio (Buch, em Born), Benearno (Lescar, em Béarn), Atura (Aire-sur-l'Adour), Vasática (Bazas), Turba (Tarbes), Iloronênsio (Oloron) e Elusácio (Eauze). Esta última se manteve como capital da Novempopulânia por toda a sua existência e Lapurdo (Baiona) era outra cidade importante na região.
Numerosas evidências em inscrições tumulares foram encontradas por toda a região e elas trazem nomes de divindades, pessoas e lugares com diversas similaridades com o basco moderno, uma fato que, juntamente com topônimos modernos e antigos ao norte dos Pireneus (como Illiberris, mencionado por Ptolemeu como estando no limite oriental da província) e traços do basco no gascão (especialmente no dialeto bearnês, a base para uma teoria proto-basca aquitana.

## Início da Idade Média
Em 418, no tumulto resultante do declínio do Império Romano do Ocidente e das invasões das tribos germânicas, o imperador Honório alocou a Gália Aquitânia para os visigodos na forma de federados, com algumas tribos se assentando na fronteira com a Novempopulânia de ambos os lados do Garona chegando até Tolosa no sul, que eles escolheram como capital. Mas, fora isto, o controle visigótico sobre a Novempopulânia era muito mais nominal que real. Além disso, depois da Batalha de Vouillé (507), eles acabaram expulsos da região pelos francos.
No início da Idade Média, relatos sobre os eventos na região são confusos e incompletos, assim como os nomes dos povos e o local exato onde viviam: vascões (vascones), Vascônia (Wasconia) e Guascônia (Guasconia) (diferente de Espanoguascônia (Spanoguasconia), que aparece na Cosmografia de Ravena), todos sem fronteiras bem definidas. Neste ponto da história, vascões já havia adquirido um significado mais amplo que provavelmente já abrangia todas as tribos bascas, algo muito diferente da definição mais restrita da época de Augusto.
A crise no final da Antiguidade e do início da era medieval foi particularmente tumultuada na Novempopulânia, onde os raides dos vascões e bagaudas são frequentemente mencionados em diferentes documentos. A Novempopulânia tornar-se-ia o fulcro do Ducado da Vascônia, criado pelos francos no início do século VII com objetivo de conter os bascos (vascões), e, em paralelo, governando de forma semi-autônoma a Aquitânia basca. Esta foi depois dividida entre o Ducado da Gasconha e o Condado da Vascônia.